# Спартак (Калугерово)
Вижте пояснителната страница за други значения на Спартак.
ФК „Спартак“ Калугерово е футболен отбор от с.Калугерово.

## История
ФК „Спартак“ Калугерово е създаден през 1948 г. До 1958 г. играе на едно игрище в края на Калугерово. През 1958 г. е построен стадион „Герена“ на който се играят футболните срещи.
ФК „Спартак“ Калугерово съществува на футболната карта до 1989 г. когато прекратява участието си след политическите промени. През годините които е играл ФК „Спартак“ е бил един от най-добрите отбори в групите където е играл.
След 20-годишно отсъствие през месец юни 2009 г. отбора отново започва да функционира. Със съдействието на кмета на община Лесичово Иван Стоев, кмета на Калугерово Сергей Вачев, Димитър Диков, и др. Проведено е събрание на което са избрани ръководни органи и е решено ФК „Спартак“ да се регистрира в съда и да се състезава още тази година в „Б“ ОФГ Север. За треньор е поканен Ангел Янакиев бивш футболист на „Спартак“ Калугерово. През 2012 г. отбора не участва в първенството на „Б“ ОФГ Север, като се завръща през 2013 г.
На 10 август 2013 г. е проведено ново събрание на УС на ФК „Спартак“ За председател на УС на ФК „Спартак“ е избран Стефан Христов който ще бъде и треньор на отбора. Членове са Ненко Шипаров, Марияна Попова и Цветан Драганов. Изпълнителен директор е Николай Иванчев. На 10 май 2014 г. са направени промени в УС – за председател е избран Стефан Христов и членове Марияна Попова, Николай Иванчев, Кръстан Бангьозов и Цветан Драганов, а за старши треньор – Кръстан Бангьозов.
През сезон 2014/2015 отбора на ФК „Спартак“ Калугерово печели без проблеми 1 място в „Б“ ОФГ Север и от сезон 2015/2016 ще се състезава в горната „А“ ОФГ Пазарджик, което е и най-големият успех на отбора след неговото възстановяване.
През първия си сезон (2015/2016) в А ОФГ Пазарджик отбора се представя отлично като в крайното класиране заема 8 място с 38 точки и само няколко слаби мача накрая попречват за класиране в ТОП 5.
Отбора играе с екипировка е на италианската фирма LEGEA. Титулярните екипи са сини фланелки с и черни гащета, резервните са бели фланелки и черни гащета.

## Стадион
Отборът играе своите домакински мачове на стадион „Спартак Арена“, част от спортен комплекс „Спартак“, който е в процес на изграждане. През 2015 г. стадион „Спартак Арена“ е основно ремонтиран по европейска програма за развитие на селските райони. Стадионът разполага с нови модерни съблекални и бани за отборите, стаи за съдиите, както и стаи за пресконференции и допинг контрол и лекарски кабинет. Изградена е нова трибуна с капацитет от 640 места, част от които покрити с козирка. Трибуната разполага с модерни ВИП ложи, както и със санитарни възли включително и за инвалиди. Теренът е от изкуствена настилка Тип Белгийска трева и е с размери 105 х 68 метра и разполага с отлична дренажна и напоителна системи. Към стадиона има изграден и паркинг за близо 100 автомобила. Поради това, че е с изкуствена настилка праз зимните месеци на стадиона редовно играят контроли отбори от областта, чиито стадиони не могат да бъдат използвани поради лошите метеорологични условия.